# Joseph Abeille
Pour les articles homonymes, voir Abeille (homonymie).
Joseph Abeille est un ingénieur et architecte français, né le 14 juillet 1673 à Vannes, mort en février 1756 à Rennes.
Il est le père de Louis-Paul Abeille ; de Marie-Françoise Abeille de Kéralio ; et le grand-père de Louise de Keralio.

## Biographie

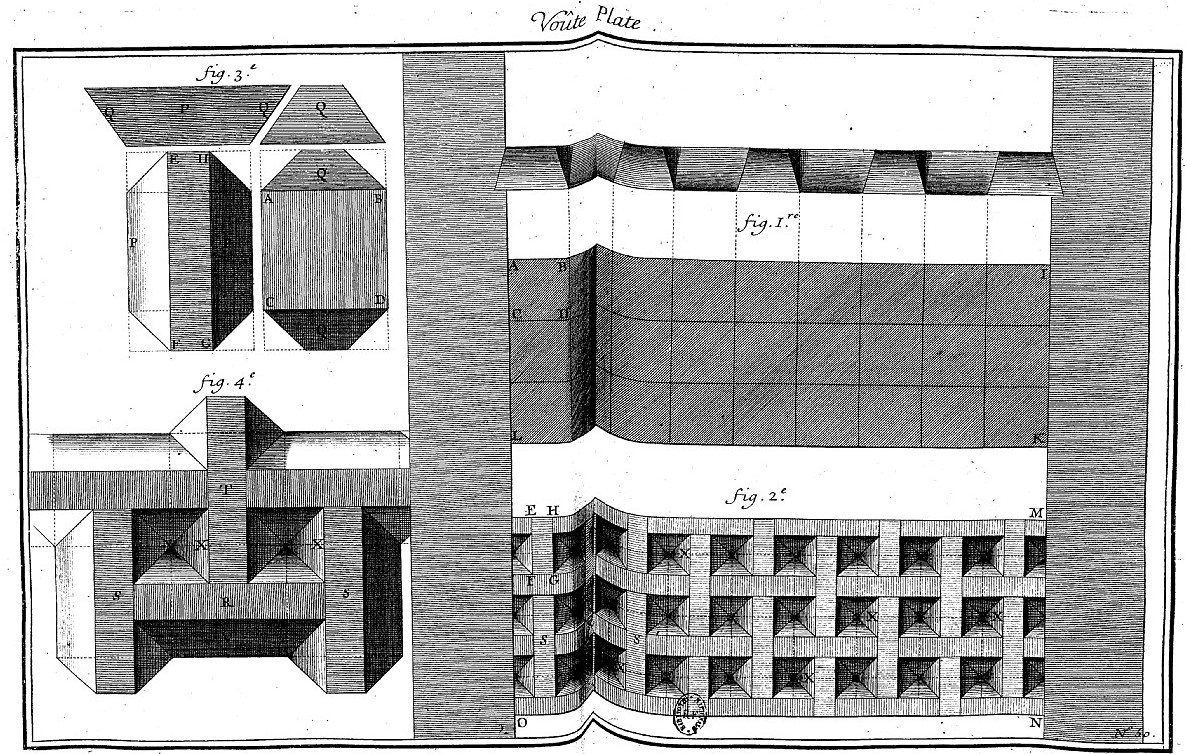
Voûte plate
dans Jean-Gaffin Gallon, Machines et inventions approuvées par l'Académie royale des sciences, tome 1

En 1699, il présente à l'Académie des Sciences un projet de voûte plate.
Il a commencé sa carrière en 1703 comme ingénieur du roi. Il se distingua à la bataille de Malaga (1704) dans la flotte du comte de Toulouse. Il acquit une notoriété comme ingénieur hydraulicien. En 1706 il doit quitter l'armée comme une centaine d'autres ingénieurs.
En Suisse, il construit l'hôtel Lullin pour Jean-Antoine Lullin-Camp, à Genève (1707-1712), il fournit les plans du château de Thunstetten, pour Hieronymus von Erlach (1713-1715). Entre 1708 et 1711, il travaille à Genève pour des travaux d'hydraulique puis comme architecte. Il conçoit une machine élévatoire pour amener l'eau du Rhône dans certains quartiers de la ville. Il a réalisé la fontaine à l'Obélisque. En 1715 il étudie un projet d'hôpital de l'Île, à Berne, en 1715, non réalisé.
Il apporte capitaux et solutions techniques pour réparer le moulin du Bazacle de Toulouse en 1714. La glace avait rompu la digue du moulin en 1709 et malgré plusieurs années d'efforts et 100 000 livres dépensées, le moulin n'était toujours pas réparé. En échange de son expertise et des capitaux nécessaires à la réparation, il a obtenu la moitié des actions (uchaux) du moulin devenant ainsi Régent perpétuel. Après plusieurs d'années d'efforts, le moulin reprend son activité en 1720. M. Abeille vendra ses actions à différents particuliers entre 1729 et 1732. La digue qu'il a construite est toujours celle actuellement utilisée pour produire de l'électricité.
Il intervient sur des travaux à la place du Peyrou, à Montpellier, en 1717, sur le port de Sète, et à des aménagements de la Garonne.

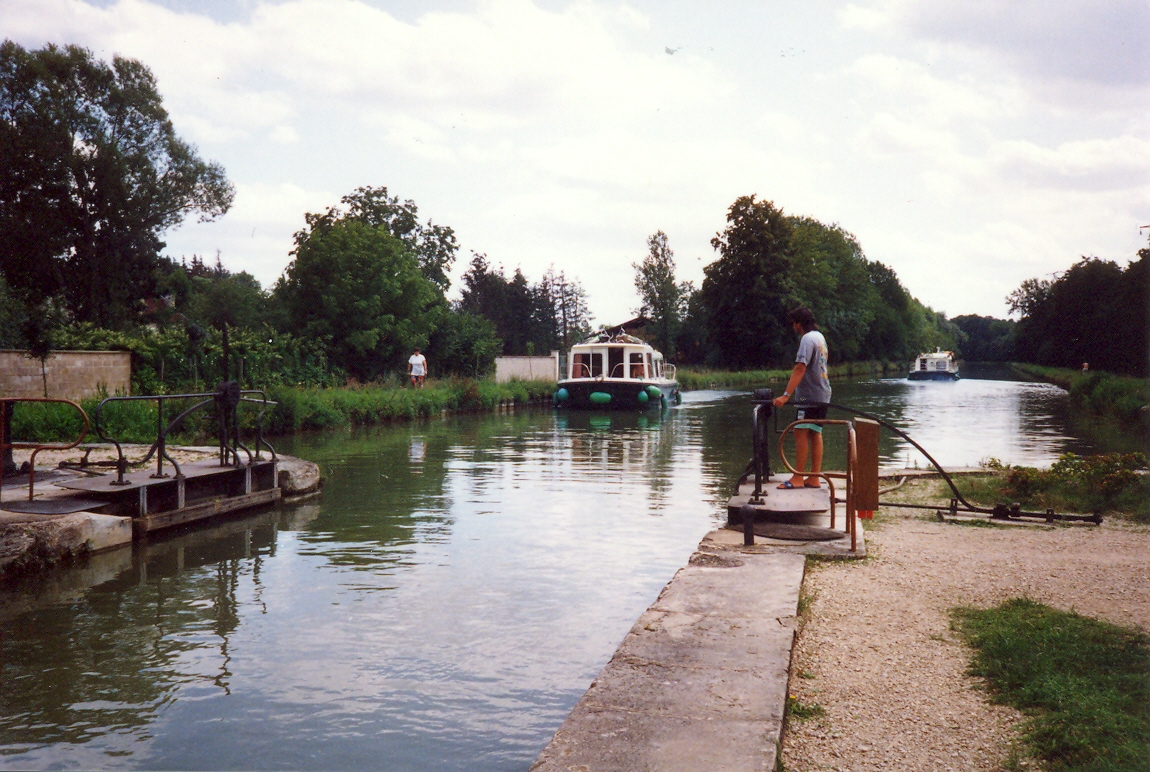
Le canal de Bourgogne

Il travaille en 1724 à Dijon avec Jacques Gabriel pour la construction du pont de Seurre. Les élus des États de Bourgogne le sollicitent pour donner son avis sur le tracé du canal entre la Saône et la Seine. Il se rend à Pouilly-en-Auxois en juin. En novembre, les États de Bourgogne lui demandent de faire le nivellement pour un futur tracé du canal et d'en faire un devis. Il remet aux élus le projet du canal de Bourgogne qui a été retenu.
Son gendre, Louis-Félix Guynement de Kéralio, introduit une action en justice devant le roi pour faire reconnaître la paternité du canal de Bourgogne à Joseph Abeille. Un arrêt du Conseil d'État du Roi du 20 juillet 1764 met fin à la procédure en lui reconnaissant tout son mérite.
En 1730, il étudie un canal reliant Rennes à Saint-Malo par l'Ille et la Rance, le canal d'Ille-et-Rance, prolongeant le canal de la Vilaine entre Redon et Rennes.
Jacques Gabriel se sépare de Pierre Le Mousseux comme architecte d'exécution à Rennes à la suite d'un désaccord. Le 30 mai 1730, Jacques Gabriel le nomme architecte pour la reconstruction de la ville de Rennes à la suite de l'incendie de 1720.
En 1732, il est appelé à Berne pour donner les plans de l'Hôpital des Bourgeois, construit entre 1734 et 1742. Il fait des projets en Suisse, à Morges, à Soleure en 1732. Il revient en France en 1735.
Il étudie un projet d'amélioration de la navigabilité de la Loire à Nantes en 1738. Le 29 septembre, il remet un projet pour le pont de la Poissonnière de Nantes. En 1740, il travaille sur un projet de réparations de l'hôtel de la Bourse de Nantes.
N'étant plus architecte pour la reconstruction de la ville de Rennes, il devient architecte de la ville de Nantes, entre 1742 et 1751. Il y reconstruit le quai Brancas en 1743, y fait l'expertise du pont de Pirmil en 1744 et remet le 6 mai 1750 des plans pour la halle du quai Brancas.

## Famille
- Blaise Abeille (Marseille, 1634-) marié en 1660 en premières noces, puis en secondes noces à Paris, en février 1662, avec Renée Jameron, veuve de Jacques Pavin, d'abord marchand, puis agent du duc de Chaulnes, enfin receveur général des impôts et billots dans l'évêché de Vannes
  - Pierre René Abeille (Marseille, 1660-), du premier mariage
  - Marie Méxandre Abeille (1661-), du premier mariage
  - Olivier Abeille (Vannes, 1672-Landau, Rhénanie-Palatinat, 1703)
  - Joseph Abeille (Vannes, 1673-Rennes, 1756), marié en premières noces avec Magdeleine Le Roy, appartenant probablement à la famille de maîtres maçons parisiens, les Le Roy, comprenant Philibert Le Roy et Marcel Le Roy, oncle de François Mansart, et par là à la famille Gabriel, puis, en secondes noces, à Toulouse, le 2 avril 1717, à Madeleine de Labat, dame de Fontaines, (1697-après février 1757), petite fille de Jean François, chevalier de Labat, membre de l'Académie des Jeux Floraux, maître ès-jeux floraux en 1694 et avait gagné trois triomphes[6],
    - (du 1e lit) Marguerite Jeanne Abeille, décédée à Rennes, en 1757, à l'âge d'environ 50 ans.
    - (du 2nd lit) Louis-Paul Abeille (Toulouse, 1719-Paris, 1807), né du second mariage, marié en premières noces à Rennes, en 1742, avec Marie Charlotte Berthelot (†1758), puis en secondes noces à Paris, le 4 avril 1769, avec Jeanne Louise Libour (†1810)[7]
      - Céleste Abeille qui épouse François Marie Delivoys, substitut du procureur général au parlement de Rennes et procureur du roi des maréchaussées de France à la résidence de Rennes, puis avocat au parlement de Paris (1766)
      - Jean-Louis Abeille (Paris, 21/7/1766-)[8],[9]

    - Jean Saturnin Abeille de Fontaine (Toulouse, 1720-Paris, 1790) ingénieur du roi (1781)
    - Jean Joseph Abeille (Toulouse, 1721-Pondichéry, 1771) conseiller au conseil supérieur de Pondichéry[10], marié à Pondichéry, en 1750, avec Brigitte Léridé (écrit aussi Le Ridé ou Herridé) (1735-1775), 
      - Pierre Abeille (1752-1766)
      - François Abeille (1753-)
      - Jeanne Madeleine Abeille (Pondichéry, 1754-) mariée en 1770 avec  Armand-Étienne Périchon de Vandeuil (1746-), conseiller de Pondichéry et de Bourbon[11]. Il a quitté l'île Bourbon pour les Canaries en 1793 avant de s'établir à Buenos-Aires en 1799 ;
        - Marie Josèphe Brigitte Périchon de Vandeuil (1772-), mariée en premières noces à Moka, île Maurice, en 1790, avec Augustin Fourquereaux (Nantes, 1762-Plaines-Wilhems, 1826), divorce en 1803, et se remarie à Plaines Wilhems, en décembre 1804, avec Christian Marie de Boistel[12] (Karikal, 1776-), fils de Pierre Paul Joseph Ferdinand de Boistel (Phalsbourg, 1730-Pondichéry, 1785), commandant de Gondelour  et Karikal
        - Marie Anne Périchon de Vandeuil (Saint-Denis (La Réunion), 1775-La Matanza (Argentine), 1847), mariée à Port-Louis, île Maurice, en 1792, avec Thomas O'Gorman (es) (1760-Espagne, vers 1810)[13],[14]. Neveu de Miguel O'Gorman (es), médecin personnel des deux premiers vice-rois du Rio de la Plata, Pedro de Cevallos et Juan José de Vértiz y Salcedo, à Buenos Aires, ils quittent l'île Maurice et s'établissent à Montevideo en 1797, puis à Buenos-Aires
          - Thomas O'Gorman (1793-Buenos Aires, 1853)
          - Adolphe O'Gorman (Île Maurice, vers 1793-Buenos Aires, 1850) marié à Buenos Aires, en 1818, avec Joaquina Ximénez Pinto (Buenos Aires, 1818-Buenos Aires, 1852)
            - Camila O'Gorman (1825-1848)

        - Jean-Baptiste Périchon de Vandeuil (Pondichéry, 1780-Buenos Aires, 1854) marié à Buenos Aires, en 1808, avec  Maria del Carmen de Liniers (1792-1862) fille de Jacques de Liniers (Niort, 1753-Cabeza de Tigre, (Argentine), 1810), vice-roi du Rio de la Plata, comte de Buenos-Aires
          - Maria Rosario Périchon de Vandeuil y Liniers (1810-) mariée à Buenos Aires, en 1840, avec José Manuel María Francisco de los Dolores de Estrada y Barquín (1814-1888), député de Buenos Aires, juge de commerce, fondateur de la première usine à gaz pour l'éclairage de Buenos Aires (Compañía de Gas de Iluminación) et de la compagnie de chemin de fer de l'ouest (Compañía Ferrocarril del Oeste)
            - Ángel de Estrada y Perichón (es) (1840-1918)
            - José Manuel Anacleto de Estrada y Perichón (1842-1894)

      - Marie Anne Georgette Abeille (Pondichéry, 1757-Pondichéry, 1775) mariée en 1775 avec Pierre Bertrand Russel de Bedford (1736-1809), Conseiller de Pondichéry
      - Joseph Pierre François Abeille (1759-1760)
      - Brigitte Céleste Abeille (1760-)
      - Jacques Thomas Abeille (Pondichéry, 8/7/1765-)[15]

    - Marie Françoise Abeille (Dijon, 1727-Paris, 1795) mariée en 1757 avec Louis-Félix Guynement de Kéralio (Rennes, 1732- Paris, 1793)
      - Louise-Félix dite Félicité de Keralio (1756 Paris, 1822) mariée avec Pierre-François-Joseph Robert (Gimnée, 1763-Bruxelles, 1826)
        - Adélaïde Robert (Paris, 1791-Bruxelles, 1866) mariée en 1806 avec François-Joseph Fétis (Mons, 1784-Bruxelles, 1871)
          - Édouard Fétis (1812-1909)

  - Laurent Abeille (Marseille, 1675-1713) marié en 1704 avec Thomase Martel (1676-1763) travaille sur les vaisseaux de la Compagnie des Indes Orientales.
    - Claude Perrine Abeille (1704-1754)
    - Charles René Abeille (Lorient, 1706-)
    - Laurence Abeille (Lorient, 1710-)

## Publications
- Mémoire concernant la voûte plate inventée par M. Abeille, présenté en 1699, publié par l'Académie royale des Sciences dans « Machines et inventions approuvées par l'Académie royale des Sciences », tome 1, p. 159-161, 1735 ( lire en ligne )
- Etat des avantages que procurera le canal de Cosne tant pour Paris que pour les provinces, en descendant les rivières d'Yonne et de Loire
- Mémoire concernant le projet du canal de Bourgogne, sa disposition, la distribution de ses ouvrages, Dijon, 1727